# NGC 4240
NGC 4240 = NGC 4243 ist eine elliptische Galaxie vom Hubble-Typ E im Sternbild Jungfrau südlich der Ekliptik. Sie ist schätzungsweise 83 Millionen Lichtjahre von der Milchstraße entfernt.
Das Objekt wurde am 20. Mai 1875 von Wilhelm Tempel entdeckt.